# Oscar Eagle
Oscar Eagle (Gallipolis, 21 gennaio 1861 – New York, 14 marzo 1930) è stato un regista statunitense di teatro e di cinema.

## Biografia
Regista teatrale, lavorò anche per il cinema, girando quasi sessanta film. Nato nell'Ohio, a Gallipolis nel 1861, debuttò a Broadway nel 1904, come attore e regista, nello spettacolo Mrs. Wiggs of the Cabbage Patch. Si mise quindi a lavorare per la Selig Polyscope, una casa di produzione di Chicago che aveva i suoi studi anche sulla costa occidentale, in California. Diresse la sua prima pellicola, The Last Dance, nel 1912. Si occupò di cinema fino al 1917, quando disse addio alla macchina da presa girando il suo ultimo film, The Frozen Warning. Poi, ritornò al teatro: nel decennio che va dal 1918 al 1928, il suo nome appare in numerose produzioni di Broadway. A teatro, diresse i fratelli Marx sia in The Cocoanuts che in Animal Crackers, due musical di grande successo che in seguito sarebbero stati portati sullo schermo dalla Paramount.
Oscar Eagle morì a New York nel 1930, a sessantanove anni.

## Filmografia
La filmografia è completa

### Regista
- The Last Dance – cortometraggio (1912)
- Under Suspicion – cortometraggio (1912)
- The Miller of Burgundy – cortometraggio (1912)
- The Girl at the Cupola – cortometraggio (1912)
- Betty Fools Dear Old Dad – cortometraggio (1912)
- As the Fates Decree – cortometraggio (1912)
- Bread Upon the Waters – cortometraggio (1912)
- Where Love Is, There God Is Also – cortometraggio (1912)
- The Water Rats – cortometraggio (1912)
- The Fire Fighter's Love – cortometraggio (1912)
- The Man Who Might Have Been – cortometraggio (1913)
- The False Order – cortometraggio (1913)
- The Lesson – cortometraggio (1913)
- A Husband Won by Election – cortometraggio (1913)
- The Ferrets – cortometraggio (1913)
- The Ex-Convict – cortometraggio (1913)
- Pauline Cushman, the Federal Spy – cortometraggio (1913)
- The Scales of Justice – cortometraggio (1913)
- Arabia: The Equine Detective – cortometraggio (1913)
- Robert Hale's Ambition – cortometraggio (1913)
- Love in the Ghetto – cortometraggio (1913)
- Arabia Takes the Health Cure – cortometraggio (1913)
- Belle Boyd, a Confederate Spy – cortometraggio (1913)
- Arabia and the Baby – cortometraggio (1913)
- The Stolen Face – cortometraggio (1913)
- The Coast of Chance – cortometraggio (1913)
- Tobias Turns the Tables – cortometraggio (1913)
- The Water Rat – cortometraggio (1913)
- The Man in the Street – cortometraggio (1913)
- The Jeweled Slippers – cortometraggio (1913)
- The Wheels of Fate – cortometraggio (1913)
- Around Battle Tree – cortometraggio (1913)
- The Toils of Deception – cortometraggio (1913)
- Tobias Wants Out – cortometraggio (1913)
- The Invisible Government – cortometraggio (1913)
- Our Neighbors – cortometraggio (1913)
- The Finger Print – cortometraggio (1913)
- Life for Life – cortometraggio (1913)
- Miss 'Arabian Nights' – cortometraggio (1913)
- Our Mutual Girl, co-regia di Lawrence B. McGill, John W. Noble e Walter Stanhope - serial cinematografico (1914)
- A Modern Vendetta – cortometraggio (1914)
- Suppressed News – cortometraggio (1914)
- Cupid's Caprice – cortometraggio (1914)
- Her Ladyship – cortometraggio (1914)
- The Second Wife – cortometraggio (1914)
- The Estrangement – cortometraggio (1914)
- The Pirates of Peacock Alley – cortometraggio (1914)
- The Royal Box – cortometraggio (1914)
- The Doctor's Mistake – cortometraggio (1914)
- The Girl at His Side – cortometraggio (1914)
- The Little Hobo – cortometraggio (1914)
- The Lure of the Ladies – cortometraggio (1914)
- The Five Hundred Dollar Kiss– cortometraggio (1914)
- Love vs. Pride – cortometraggio (1914)
- Runaway June (1915)
- The Dictator  (1915)
- The Cotton King (1915)
- The Little Mademoiselle (1915)
- The Sins of Society (1915)
- Fruits of Desire (o The Ambition of Mark Truitt) (1916)
- Pioneer Days – cortometraggio (1917)
- The Frozen Warning (1917)
- Toll of Sin – cortometraggio (1917)
- A Daughter of the Southland – cortometraggio (1917)

### Produttore
- The Lure of the Ladies, regia di Oscar Eagle – cortometraggio (1914)

## Spettacoli teatrali
- Mrs. Wiggs of the Cabbage Patch (Broadway, 3 settembre 1904)
- Mrs. Wiggs of the Cabbage Patch (revival) (Broadway, 17 settembre 1906)
- Sometime (Broadway, 4 ottobre 1918)
- The Melting of Molly (Broadway, 30 dicembre 1918)
- The Little Whopper (Broadway, 13 ottobre 1919)
- The Little Blue Devil (Broadway, 3 novembre 1919)
- Three Showers (Broadway, 5 aprile 1920)
- Jimmie (Broadway, 17 novembre 1920)
- Marjolaine  (Broadway, 24 gennaio 1922)
- Just Because (Broadway, 22 marzo 1922)
- Virtue(?)  (Broadway, 16 novembre 1922)
- Wildflower (Broadway, 7 febbraio 1923)
- Within Four Walls (Broadway, 17 aprile 1923)
- Princess April (Broadway, 1º dicembre 1924)
- Topsy and Eva (Broadway, 23 dicembre 1924)
- When You Smile (Broadway, 5 ottobre 1925)
- Holka Polka (Broadway, 14 ottobre 1925)
- The Cocoanuts (Broadway, 8 dicembre 1925)
- The Matinee Girl (Broadway, 1º febbraio 1926)
- Just Life (Broadway, 14 settembre 1926)
- Katy Did (Broadway, 9 maggio 1927)
- The Cocoanuts (Broadway, 16 maggio 1927)
- Enchanted Isle (Broadway, 19 settembre 1927)
- Animal Crackers (Broadway, 23 ottobre 1928)
- Houseboat on the Styx (Broadway, 25 dicembre 1928)